# 加藤公博
加藤 公博（かとう きみひろ、1959年4月21日 - ）は、日本の政治家であり、栃木県塩谷郡高根沢町の元町長及び塩谷広域行政組合の管理者である。

## 来歴
栃木県出身。栃木県立宇都宮高等学校を経て、明治学院大学を卒業後に栃木銀行に入行した。その後同銀行の支店長を経験した。
2008年には教育長に就任しその後副町長を務めた。
2013年（平成25年）の前町長高橋克法が第23回参議院議員通常選挙（栃木ブロック）への立候補により辞職したことに伴う町長選挙に立候補し初当選した。
2017年（平成29年）・2021年（令和3年）の選挙でも再選を果たす。
2025年（令和7年）の町長選挙では4戦を目指して立候補するも、小中学校時代の同級生で元町議会議員および議長・栃木県議会を務めた神林秀治に敗れ落選した。